# Henrik Bohr
 Der er flere personer med dette navn, se H.G. Bohr.
Henrik Georg Christian Bohr (8. oktober 1844 i København – 14. juli 1904 i Rungsted) var en dansk officer, jurist og ingeniør, bror til Christian Bohr.
Han var søn af skolebestyrer, professor Henrik Georg Christian Bohr og Caroline Louise Augusta født Rimestad, blev 1862 student fra Det von Westenske Institut, 8. januar 1864 reserveofficersaspirant, 17. marts samme år korporal i 8. Regiments 7. Kompagni, blev indstillet til medalje for udvist tapperhed under kampen om Dybbøl og senere fremhævet til »hæderlig Omtale«. 30. maj 1864 blev Bohr sekondløjtnant ved 18. Bataljon.
1870 blev Bohr cand. jur. og var sagførerfuldmægtig i København. Han deltog som frivillig i krigen 1870-71 på fransk side, blev 1871 ingeniør i Det Store Nordiske Telegrafselskab i London, 1872 løjtnant af forstærkningen (32. Bataljon). Han rejste 1873 til Østasien, var 1878-81 konsulent ved kabelanlæg i Europa, 1881 overingeniør for Østasien med bopæl i Shanghai, fik 1884 afsked og blev udnævnt til europæisk rådgiver og generalinspektør i den kinesiske telegrafadministration. 1891 fik han afskedspatent som kaptajn og fik 1898 afsked fra den kinesiske telegrafadministration.
Han blev kinesisk mandarin, blev 16. november 1881 Ridder af Dannebrog og var dekoreret med en lang række franske, russiske og kinesiske ordener.
Han var ugift.